# Boxe nos Jogos Sul-Americanos de 2010
As competições de boxe nos Jogos Sul-Americanos de 2010 ocorreram entre 22 e 27 de março no Coliseum North Sector Sports Unit, em Sabaneta. Quatorze eventos foram disputados.

## Calendário
| Março | 17 | 18 | 19 | 20 | 21 | 22 | 23 | 24 | 25 | 26 | 27 | 28 | 29 | 30 | T  |
| ----- | -- | -- | -- | -- | -- | -- | -- | -- | -- | -- | -- | -- | -- | -- | -- |
| Boxe  |    |    |    |    |    |    |    |    |    |    | 14 |    |    |    | 14 |

## Medalhistas
Masculino
| Evento                  | Ouro                               | Prata                              | Bronze                                                           |
| Peso mosca-ligeiro      | Arles Contreras COL Colômbia       | Carlos Quipo Pilataxi ECU Equador  | Percy Peña Mori PER Peru Eduard Bermúdez VEN Venezuela           |
| Peso mosca              | Cei Ávila COL Colômbia             | Julião Neto BRA Brasil             | Luis Caycho Dávila PER Peru Fernando Martínez ARG Argentina      |
| Peso galo               | Óscar Negrete COL Colômbia         | Alberto Melian ARG Argentina       | César Dahua Tuisima PER Peru Yohandry Campos VEN Venezuela       |
| Peso pena               | Ángel Rodríguez VEN Venezuela      | Deivis Julio Bassa COL Colômbia    | Luis Porozo Mina ECU Equador Ignacio Perrín ARG Argentina        |
| Peso leve               | César Villarraga COL Colômbia      | Everton Lopes BRA Brasil           | Erick Boné Banguera ECU Equador Juan Carrasco ARG Argentina      |
| Peso meio-médio-ligeiro | Myke Carvalho BRA Brasil           | Miguel Escandón COL Colômbia       | Ángelo Baez Aros CHI Chile Gustiniano Mina Caicedo ECU Equador   |
| Peso meio-médio         | Brian Castaño ARG Argentina        | Leonard Carrillo COL Colômbia      | Esquiva Florentino BRA Brasil Jonny Sánchez VEN Venezuela        |
| Peso médio              | Alfonso Blanco VEN Venezuela       | Alex Theran COL Colômbia           | Jaime Cortes Padilla ECU Equador Yamaguchi Florentino BRA Brasil |
| Peso meio-pesado        | Carlos Góngora Mercado ECU Equador | Roaner Angulo COL Colômbia         | Washington Silva BRA Brasil Yamil Peralta ARG Argentina          |
| Peso pesado             | Julio Castillo Torres ECU Equador  | Jeisson Monroy COL Colômbia        | Rafael Lima BRA Brasil Maximiliano Sosa ARG Argentina            |
| Peso superpesado        | José Payares VEN Venezuela         | Jorge Quiñónez Tenorio ECU Equador | Marcelo Cruz BRA Brasil Carlos Moreno PAN Panamá                 |

Feminino
| Evento | Ouro                        | Prata                         | Bronze                                                                  |
| 51 kg  | Érika Matos BRA Brasil      | Paola Benavides ARG Argentina | Ingrid Valencia COL Colômbia Nupirat Kuja Wachapa ECU Equador           |
| 60 kg  | Adriana Araújo BRA Brasil   | Daiana Sánchez ARG Argentina  | Jenifer Cáceres COL Colômbia Moraily de Windt AHO Antilhas Neerlandesas |
| 75 kg  | Andreia Bandeira BRA Brasil | Celeste Peralta ARG Argentina | nenhum                                                                  |

## Quadro de medalhas
| Ordem | País                | Medalha de ouro | Medalha de prata | Medalha de bronze | Total |
| ----- | ------------------- | --------------- | ---------------- | ----------------- | ----- |
| 1     | Colômbia            | 4               | 6                | 2                 | 12    |
| 2     | Brasil              | 4               | 2                | 5                 | 11    |
| 3     | Venezuela           | 3               |                  | 3                 | 6     |
| 4     | Equador             | 2               | 2                | 5                 | 9     |
| 5     | Argentina           | 1               | 4                | 5                 | 10    |
| 6     | Peru                |                 |                  | 3                 | 3     |
| 7     | Antilhas Holandesas |                 |                  | 1                 | 1     |
| 7     | Chile               |                 |                  | 1                 | 1     |
| 7     | Panamá              |                 |                  | 1                 | 1     |
| TOTAL | TOTAL               | 14              | 14               | 26                | 54    |